# Lis Tribler
Lis Tribler (født 12. januar 1952) er en dansk politiker, der var borgmester i Slagelse Kommune fra 1998 til 2013, valgt for Socialdemokraterne.
Hun er uddannet folkeskolelærer og har arbejdet som sådan i Slagelse Kommune fra 1975. I 1983 blev hun viceskoleinspektør på Vestre Skole og fra 1991 på Nymarkskolen. 
Lis Tribler har siden 1990 været medlem af Slagelse Byråd, og i perioden fra 1998 til 2013 var hun borgmester, indtil hun efter Kommunalvalget 2013 blev afløst som borgmester af Stén Knuth fra Venstre. 